# Плювіал
Плювіа́л, плювіа́льний пері́од (лат. pluviālis — «дощовий») — в геології і кліматології — період рясних опадів, який може тривати десятиліттями, століттями або тисячеліттями. Цей термін особливо часто застосовують щодо періодів дощів протягом плейстоцену. Незначний, короткий плювіал називають субплювіалом.
У геоморфології термін «плювіальний» вживають щодо геологічного епізоду, зміни, процесу, відкладень (наприклад, озера Бонневіль, Лахонтан, озеро Менлі) або елемента, що пов'язані з дією дощу. Іноді його вживають і щодо флювіальної дії дощової води, яка тече у річищі потоку (у тому числі й слідів поводей — наслідків сильних дощів).